# منتزه الديناصور الإقليمي
منتزه الديناصور الإقليمي موقع تراث عالمي يقع في ولاية البرتا ، كندا.
يقع المتنزه في وادي نهر ريد دير، وهي منطقة تتميز بتضاريسها الصعبة. يشتهر المتنزه بإنه أغنى مواقع أحافير الديناصورات في العالم حيث عُثر فيه على أربعين نوع من الديناصورات وأكثر من 500 نوع من المتحجرات تتراوح من بويغيات السرخس إلى الديناصورات الضخمة المُفترسة أنُتزعت وعُرضت في متاحف حول العالم.
تأسس الموقع عام 1955 كمنتزه إقليمي بقصد حماية الإحفوريات وضٌم إلى لائحة التراث العالمي عام 1979 لأهمية الأحفوريات المكتشفة فيها إضافة إلى أهميتها كأراضي رديئة.
يوجد في الموقع مُتحف باسم مُتحف مُنتزه الديناصور الإقليمي يعرض المُتحجرات والتأريخ الطبيعي والجيلوجيا الخاصة بالمُنتزه.يتضمن المُتحف مسرح للفديو ومتجر للهدايا.